# 昌原市

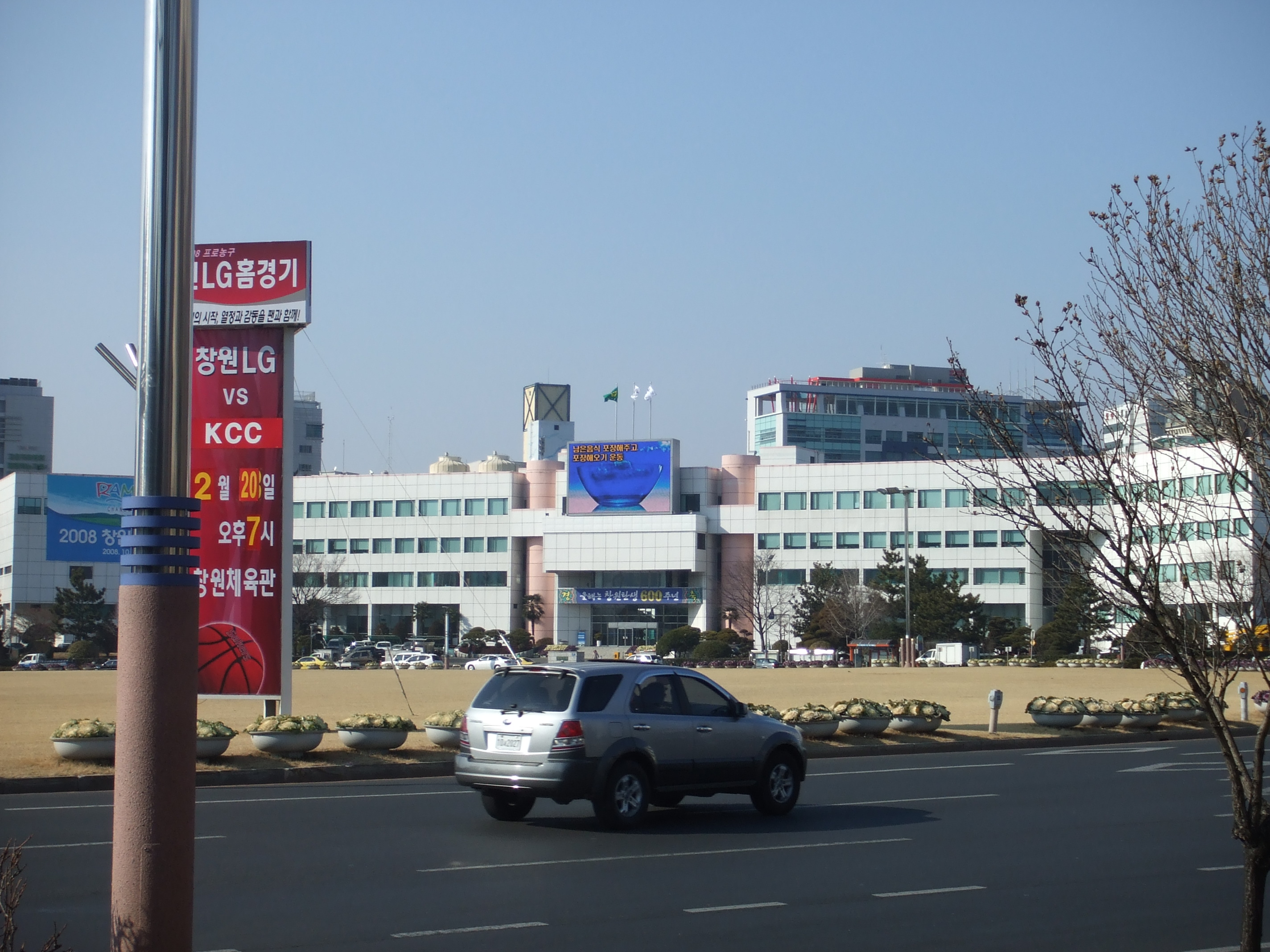
昌原市庁

昌原市（チャンウォンし）は、大韓民国慶尚南道の道庁所在地。大韓民国の地方自治法第198条に基づいて特例が適用される特例市。
1970年代に韓国最初の計画都市として、オーストラリアのキャンベラをモデルに建設された都市で、2010年に軍港都市である鎮海、港湾都市である馬山が市域に編入された。
韓国プロ野球のNCダイノス、韓国バスケットボールリーグの昌原LGセイカーズとサッカー・Kリーグの慶南FCの本拠地である。

## 地理
慶尚南道の東南部に位置する。南は鎮海湾に面し、東は釜山広域市・金海市、西は咸安郡・晋州市・固城郡、北は昌寧郡・密陽市と境を接する。

## 気候
- 最高気温極値39.0℃（1994年7月20日）
- 最低気温極値-11.3℃（1991年2月23日）

| 昌原市の気候                                                | 昌原市の気候 | 昌原市の気候 | 昌原市の気候 | 昌原市の気候  | 昌原市の気候  | 昌原市の気候  | 昌原市の気候   | 昌原市の気候  | 昌原市の気候  | 昌原市の気候 | 昌原市の気候 | 昌原市の気候 | 昌原市の気候     |
| 月                                                          | 1月          | 2月          | 3月          | 4月           | 5月           | 6月           | 7月            | 8月           | 9月           | 10月         | 11月         | 12月         | 年               |
| ----------------------------------------------------------- | ------------ | ------------ | ------------ | ------------- | ------------- | ------------- | -------------- | ------------- | ------------- | ------------ | ------------ | ------------ | ---------------- |
| 最高気温記録 °C （°F）                                      | 18.0 (64.4)  | 21.6 (70.9)  | 23.9 (75)    | 30.0 (86)     | 33.6 (92.5)   | 34.7 (94.5)   | 39.0 (102.2)   | 38.5 (101.3)  | 35.4 (95.7)   | 30.5 (86.9)  | 24.8 (76.6)  | 20.9 (69.6)  | 39.0 (102.2)     |
| 平均最高気温 °C （°F）                                      | 7.1 (44.8)   | 9.4 (48.9)   | 13.8 (56.8)  | 19.1 (66.4)   | 23.7 (74.7)   | 26.1 (79)     | 29.0 (84.2)    | 30.4 (86.7)   | 26.9 (80.4)   | 22.2 (72)    | 15.6 (60.1)  | 9.2 (48.6)   | 19.4 (66.9)      |
| 日平均気温 °C （°F）                                        | 2.6 (36.7)   | 4.6 (40.3)   | 8.7 (47.7)   | 13.8 (56.8)   | 18.5 (65.3)   | 21.8 (71.2)   | 25.3 (77.5)    | 26.5 (79.7)   | 22.6 (72.7)   | 17.3 (63.1)  | 10.9 (51.6)  | 4.6 (40.3)   | 14.8 (58.6)      |
| 平均最低気温 °C （°F）                                      | −1.2 (29.8)  | 0.3 (32.5)   | 4.4 (39.9)   | 9.4 (48.9)    | 14.2 (57.6)   | 18.5 (65.3)   | 22.6 (72.7)    | 23.6 (74.5)   | 19.3 (66.7)   | 13.3 (55.9)  | 6.8 (44.2)   | 0.6 (33.1)   | 11.0 (51.8)      |
| 最低気温記録 °C （°F）                                      | −14.0 (6.8)  | −11.3 (11.7) | −5.8 (21.6)  | 0.0 (32)      | 6.8 (44.2)    | 10.9 (51.6)   | 15.9 (60.6)    | 17.9 (64.2)   | 10.9 (51.6)   | 2.7 (36.9)   | −3.2 (26.2)  | −10.3 (13.5) | −14.0 (6.8)      |
| 降水量 mm （inch）                                          | 29.6 (1.165) | 48.0 (1.89)  | 78.5 (3.091) | 133.8 (5.268) | 146.4 (5.764) | 190.7 (7.508) | 304.5 (11.988) | 238.8 (9.402) | 172.9 (6.807) | 72.3 (2.846) | 47.9 (1.886) | 27.7 (1.091) | 1,534.1 (60.398) |
| 平均降水日数 （≥0.1 mm）                                    | 4.5          | 4.7          | 7.5          | 8.7           | 9.2           | 10.1          | 14.2           | 12.5          | 9.2           | 4.7          | 5.5          | 4.5          | 95.3             |
| 平均降雪日数                                                | 2.0          | 1.5          | 0.6          | 0.0           | 0.0           | 0.0           | 0.0            | 0.0           | 0.0           | 0.0          | 0.1          | 1.4          | 5.6              |
| % 湿度                                                      | 47.6         | 49.1         | 54.8         | 59.3          | 65.7          | 74.6          | 81.0           | 77.1          | 71.4          | 62.5         | 57.2         | 50.3         | 62.6             |
| 平均月間日照時間                                            | 189.2        | 188.9        | 205.2        | 212.3         | 223.1         | 170.5         | 145.0          | 174.2         | 163.7         | 207.9        | 183.3        | 186.9        | 2,250.2          |
| 出典：韓国気象庁 (平均値：1991年-2020年、極値：1985年-現在) |              |              |              |               |               |               |                |               |               |              |              |              |                  |

## 歴史

### 古代から近代まで
古代の弁韓地域に属し、統一新羅時代に義安郡、高麗時代に義安県が設置された。朝鮮王朝時代の1408年、昌原都護府が設置されて昌原の地名が始まった。当時の行政の中心は現在の昌原市義昌洞に置かれていた。
近代以降、開港地となった馬山府に昌原郡の行政の中心が移り、また昌原郡沿岸部には新たに軍港都市として鎮海が建設された。1955年に鎮海が昌原郡から分離し、鎮海市となった。
一方、王朝時代の中心部であった旧昌原邑城付近は郊外となり、発展から取り残された。

### 計画都市「昌原市」の建設

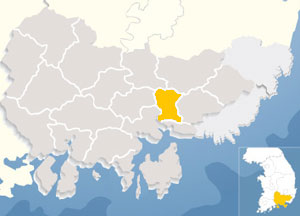
市域（1995年1月-2010年6月）

1973年7月、昌原面・熊南面・上南面などは隣接する馬山市に編入される。1974年4月に「産業基地開発区域」に指定され、大規模な機械工業基地の建設が進められる。1979年、昌原新都市設計が決定され、オーストラリアのキャンベラをモデルとする都市計画が始まり、1980年には昌原市に昇格した。
1983年には慶尚南道庁が釜山広域市から移転してきたのをはじめ、1990年代からは慶尚南道を管轄する行政機関が相次いで移転・開設されている。
1995年には昌原郡の一部を編入し、都農複合形態市となった。区を置かず、洞を再編して「大洞制」を取った。2010年6月末の時点では、下位行政区画として12行政洞（61法定洞）1邑2面が置かれていた。
| 現・義昌区域 - 東邑 － 동읍【東邑】 （トン=ウプ） - 北面 － 북면【北面】 （プク=ミョン） - 大山面 － 대산면【大山面】 （テサン=ミョン） - 義昌洞 － 의창동【義昌洞】 （ウィチャン=ドン） - 八龍洞 － 팔룡동【八龍洞】 （パルリョン=ドン） - 明谷洞 － 명곡동【明谷洞】 （ミョンゴク=トン） - 鳳林洞 － 봉림동【鳳林洞】 （ポンニム=ドン） - 龍池洞 － 용지동【龍池洞】 （ヨンジ=ドン） | 現・城山区域 - 盤松洞 － 반송동【盤松洞】 （パンソン=ドン） - 沙巴洞 － 사파동【沙巴洞】 （サパ=ドン） - 上南洞 － 상남동【上南洞】 （サンナム=ドン） - 中央洞 － 중앙동【中央洞】 （チュンアン=ドン） - 加音丁洞 － 가음정동【加音丁洞】 （カウムジョン=ドン） - 聖住洞 － 성주동【聖住洞】 （ソンジュ=ドン） - 熊南洞 － 웅남동【熊南洞】 （ウンナム=ドン） - 大原洞 － 대원동【大原洞】 （デウォン=ドン） |

### 拡大「昌原市」の成立
2010年7月1日、旧昌原市、馬山市、鎮海市が合併され人口110万人の大都市「昌原市」が発足した。

### 年表
- 1974年4月1日 - 建設部告示第92号により、馬山市の一部が「産業基地開発区域」に指定される。
- 1976年9月1日 - 慶尚南道昌原出張所が設置され、道直轄となる。
- 1980年4月1日 - 馬山市の一部（義昌洞・八龍洞・上福洞・龍池洞・聖住洞・熊南洞・三帰洞、義昌洞以外は昌原出張所の管轄地域）をもって昌原市を設置。
- 1983年2月15日 - 一部（召界洞の一部）が馬山市に編入。
- 1983年7月1日 - 慶尚南道庁が昌原市に移転。
- 1992年5月1日 - 地方法院・地方検察庁が昌原市に移転。
- 1993年11月29日 - 韓国銀行支店が昌原市に移転。
- 1995年1月1日 - 昌原市と昌原郡東面・北面・大山面が合併し、都農複合形態市の昌原市が発足（3面）。
- 1995年3月2日 - 東面が東邑に昇格（1邑2面）。
- 1997年7月14日 - 大洞制を導入し、当時の24洞を12洞に統廃合。
- 2010年7月1日 - 昌原市・馬山市（1邑4面）・鎮海市が合併し、昌原市が発足（5区2邑6面）。
  - 旧・昌原市の区域に義昌区・城山区を設置。
  - 旧・馬山市の区域に馬山合浦区・馬山会原区を設置。
  - 旧・鎮海市の区域に鎮海区を設置。
- 2012年1月1日 - 昌原消防本部が発足。慶尚南道消防本部から昌原市内の3消防署を編入。
- 2021年7月1日 - 義昌区と城山区の境界を昌原川を基準に調整し、義昌区の一部が城山区に編入。昌原市役所も城山区に変更された。（5区2邑6面）[4]。
- 2022年1月13日 - 特例市に昇格[5]。

### 対馬島の日の継承
昌原市は、2005年3月18日に旧馬山市議会が採択した「対馬島の日条例」を継承。毎年6月19日に記念行事を行っており、2012年12月11日には従来の条例に代わる新条例として「昌原市対馬島の日条例」を採択している。さらに2017年3月30日には、市議会で「対馬島の日の行事に政府支援を求める建議案」を採択。中央政府レベルの支援を求めている。

## 経済
STX造船海洋などを中心とした重工業が主導して発展してきた地域であるが、STX造船海洋が2016年に経営破綻して深刻な不況となった。韓国政府は、2018年4月以降、昌原市などを産業・雇用危機地域に指定し、経営安定資金、特別保証などの支援を始めた。

## 行政

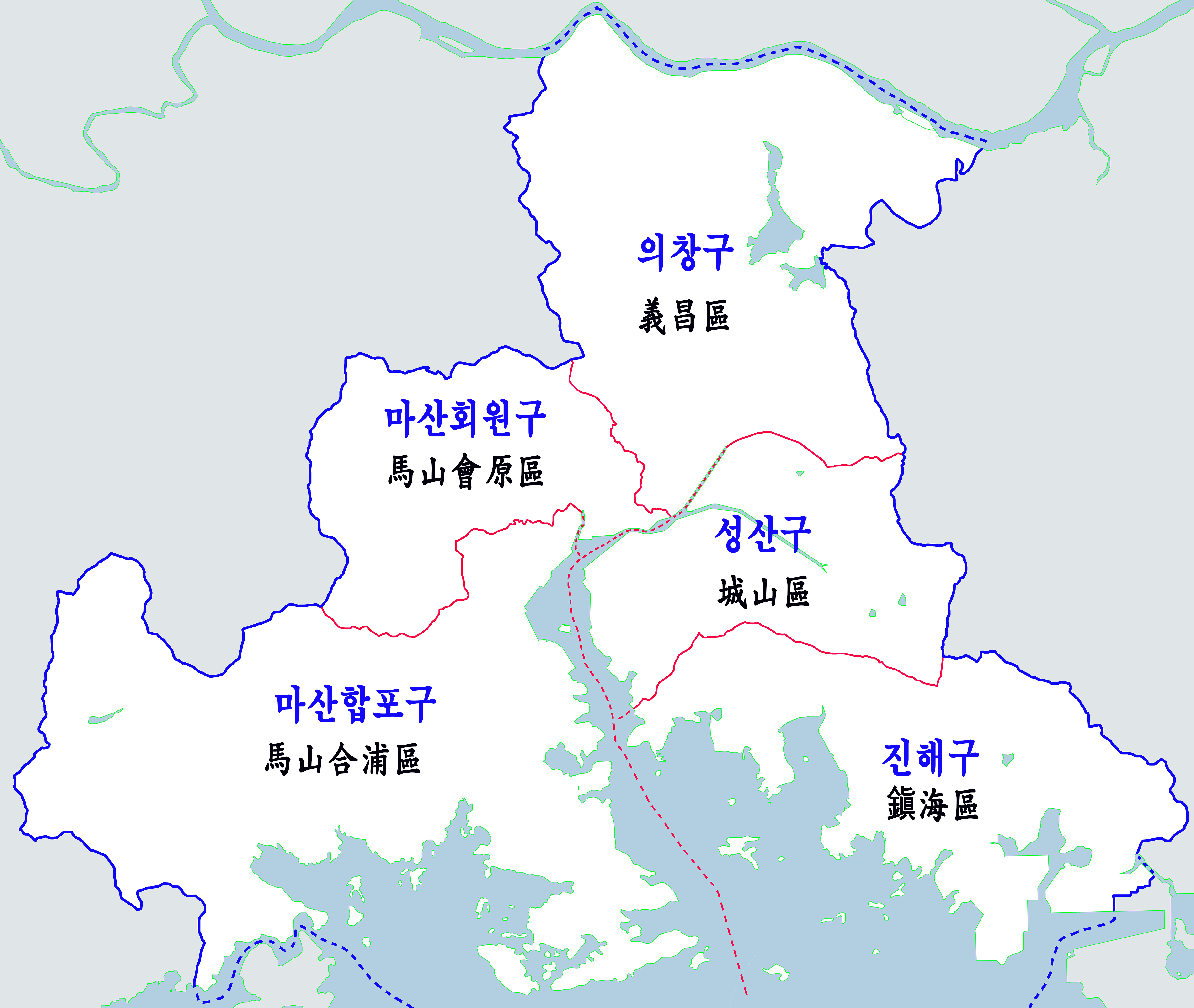
行政区域図

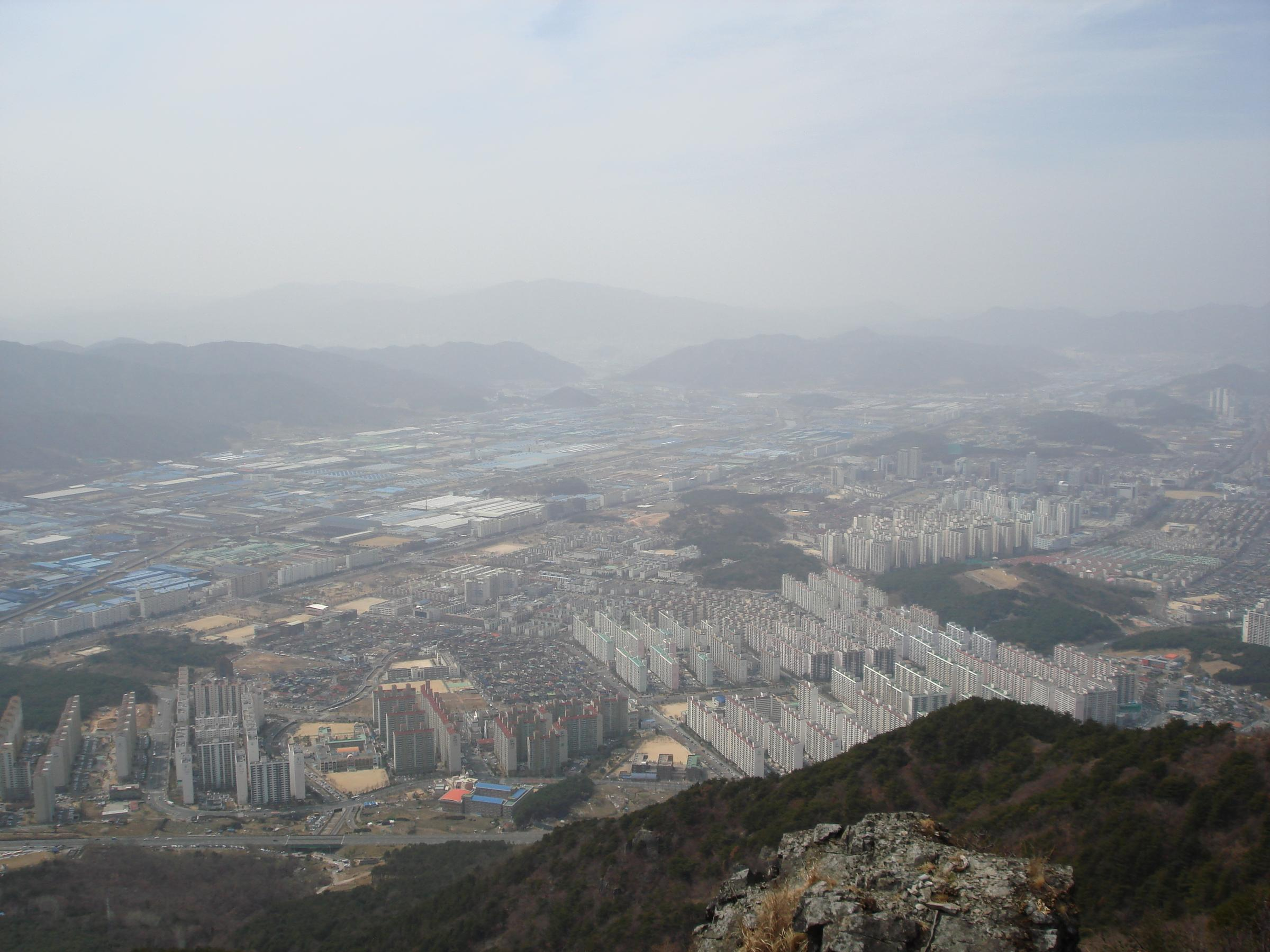
大岩山から望む昌原市街

### 下位行政区画
- 馬山合浦区 － 마산합포구【馬山合浦區】 （マサン-ハッポ=グ）
- 馬山会原区 － 마산회원구【馬山會原區】 （マサン-フェウォン=グ）
- 城山区 － 성산구【城山區】 （ソンサン=グ）
- 義昌区 － 의창구【義昌區】 （ウィチャン=グ）
- 鎮海区 － 진해구【鎭海區】 （チネ=グ）

### 警察
- 昌原中部警察署
- 昌原西部警察署
- 馬山中部警察署
- 馬山東部警察署
- 鎮海警察署

### 消防
- 昌原消防本部

## 交通

### 鉄道
- 韓国鉄道公社（KORAIL）
  - 慶全線：昌原中央駅 - 龍岡駅 - 昌原駅 - 馬山駅 - 中里駅
  - 鎮海線：昌原駅 - 新昌原駅 - 南昌原駅 - 聖住寺駅 - 慶和駅 - 鎮海駅 - 統海駅
  - 徳山線：昌原駅 - 龍岡駅 - 徳山駅

現在、市内で旅客営業を行っている鉄道路線は、慶全線のみとなっている。
昌原中央駅・昌原駅・馬山駅は、ソウル駅方面からのKTXが一部乗り入れ、馬山駅には経由する全てのKTXが停車する。ソウル駅より馬山駅へは約3時間。ソウル駅・大邱駅からのITX-セマウル・ムグンファ号も運転される。中里駅方面へは全てムグンファ号で、1日1往復のソウル駅発・及び馬山駅発以外は釜田駅（釜山広域市）より運転。順天駅までの列車が多い。釜田駅 - 馬山駅は1時間20分であるが、1日4 - 5往復のみの運転。
鎮海線は、2015年1月31日をもって定期旅客列車の運行が終了し、以降は貨物列車・臨時旅客列車のみの運行となっている。
- 昌原都市鉄道

現在、昌原市にはKORAIL以外の鉄道路線はなく、市内の公共交通は路線バスのみである。しかし、昌原・馬山・鎮海の3市合併前より、都市鉄道建設の必要性について議論がなされており、2011年5月、政府の予備妥当性調査で必要性が認められ、具体化した。路面電車として2020年に開通する予定となっていたが、その後2014年、計画の白紙化が発表された。

### バス
合併前の旧昌原市・旧馬山市・旧鎮海市のそれぞれにターミナルがある。

#### 旧昌原市
- 昌原総合バスターミナル　新昌原駅から300m北に所在。高速バスは、ソウル高速バスターミナルへはおおむね30分間隔で運行し、所要時間は4時間20分。その他東ソウル総合バスターミナル・城南行きがある。市外バスは釜山西部バスターミナルへは1時間に5～6本程度の運行で、所要時間は45分。南山洞経由海雲台行きが20～30分間隔、老圃洞(釜山総合高速バスターミナル前)へ1時間間隔。その他仁川国際空港・蔚山・安山・統営・大田・大邱西部市外バスターミナル行きなどがある。金海国際空港への空港バスも発着する。

#### 旧馬山市
- 馬山高速バスターミナル　馬山駅より1.6km南東に所在。ソウル高速バスターミナルへは1時間に2～3本が運行し、所要時間は4時間5分。その他東ソウル総合バスターミナル・城南・大田・光州・大邱(大邱東洋)・西大邱高速バスターミナル・浦項への便がある。
- 馬山市外バスターミナル　馬山駅より700m北東に所在。釜山西部バスターミナルへは昼間8分間隔の運行で、所要時間は50分。釜山総合バスターミナルへは1時間2～3本。その他仁川国際空港・蔚山・大邱西部市外バスターミナル・経由浦項・大田広域市・清州・晋州行きなどがある。
- 金海国際空港への空港バスは、馬山市外バスターミナル及び馬山駅から発着する。

#### 旧鎮海市
- 鎮海市外バスターミナル　ソウル南部バスターミナルへは1～3時間に1本程度の運行で、所要時間4時間20分。釜山西部バスターミナルへは15～20分間隔。釜山総合バスターミナル方面への便は少ない。その他巨済方面への便がある。
- 金海国際空港への空港バスは、旧陸軍大学より1日1便のみ運行。

### 高速道路
- 南海高速道路（10号線）
  - 北昌原インターチェンジ - 昌原ジャンクション- 東昌原インターチェンジ
- 南海高速道路第一支線（102号線）
  - 内西ジャンクション-昌原料金所 - 昌原ジャンクション

## 教育（大学まで）
- 昌原大学校
- 韓国海軍士官学校
- 慶南大学校
- 昌原文星大学（前：昌原専門大学）
- 馬山大学
- 昌信大学
- 韓国ポリテク7大学昌原キャンパス（前：昌原機能大学）

## 観光
- 仏谷寺（朝鮮語版）
- 聖住寺
- 馬金山温泉
- 昌原郷校
- 昌原の家（朝鮮語版）
- 昌原城山貝塚（朝鮮語版）
- 注南貯水池

## スポーツ
| 種目      | チーム名         | 創立年度 | ホーム競技場         |
| KBOリーグ | NCダイノス       | 2012年   | 昌原NCパーク         |
| Kリーグ   | 慶南FC           | 2006年   | 昌原サッカーセンター |
| KBL       | 昌原LGセイカーズ | 1994年   | 昌原室内体育館       |

## 姉妹都市
韓国国内
- 全羅南道高興郡
- 慶尚南道咸陽郡

韓国国外
- ジャージーシティー（アメリカ合衆国 ニュージャージー州）
  - 1986年8月26日 - 姉妹結縁締結
- 馬鞍山市（中華人民共和国 安徽省）
  - 1994年10月27日 - 姉妹結縁締結
- 大垣市（日本 岐阜県）
  - 1995年11月3日 - 姉妹結縁締結
- 呉市（日本 広島県）
  - 1999年10月12日 - 鎮海市と姉妹結縁締結
  - 2010年 - 合併により締結元を昌原市に変更。
- 姫路市（日本 兵庫県）
  - 2000年4月18日 - 馬山市と姉妹結縁締結
  - 2010年 - 合併により締結元を昌原市に変更。
- ヤクーツク（ロシア サハ共和国）
  - 2003年6月20日 - 姉妹結縁締結
- ミトー（ベトナム ティエンザン省）
  - 2006年6月15日 - 姉妹結縁締結
- 台中市（中華民国 直轄市） 
2018年4月11日 - 姉妹都市提携